# 2050年5月20日日食
2050年5月20日日食为一次在协调世界时2050年5月20日出現的一次日全環食。該次日食食分為1.0038，食甚維持時間21秒。

## 概述
這次日食的食分是1.0038，全環食維持21秒。

## 基本參數
- 類型：日全環食
- 食最大地點資料：
  - 日期：2050年5月20日
  - 時間：20時42分50秒
  - 地點：40S 124W
  - 食分：1.0038
  - 日全環食持續時間：21秒

## 外部連結
- NASA未來日食資料（页面存档备份，存于）
- 可見區域圖和時間統計：由弗雷德·埃斯佩纳克做出的日食預報，NASA/GSFC
  - Google互動地圖呈現的日食範圍
  - 貝塞爾元素